# Maria av Alanien
Maria av Alanien, född som Marta av Georgien 1050, dödsår okänt (efter 1103), var en bysantinsk kejsarinna, gift med kejsarna Mikael VII och Nikeforos III. Hon var en av endast två icke greker som gifte sig med en bysantinsk kejsare före hans tronbestigning, och äktenskapet fungerade statushöjande för Georgien, som strax därefter inte längre ansågs vara en bysantinsk lydstat.  

## Biografi
Maria föddes som Martha av Georgien, dotter till Bagrat IV av Georgien och Borena av Alanien, som båda tillhörde samma kungahus, och var nummer två i den georgiska tronföljden efter sin bror, Georg II av Georgien. Hon sändes 1056 till hovet i Konstantinopel för att uppfostras där, men återvände samma år efter kejsarinnan Theodoras död. 

### Kejsarinna
År 1065 gifte sig Maria med den framtida Mikael VII, som 1071 efterträdde sin far på tronen. Äktenskapet var ovanligt, eftersom medlemmarna av det bysantinska kejsarhuset vid denna tid för det mesta bara gifte sig med greker. hon fick en son, Constantine Doukas (1074-1095), under äktenskapet. Mikaels regeringstid var instabil på grund av militära konflikter med seldjukerna och ekonomiska kriser. 
År 1078 störtades maken från tronen och tvingades gå i kloster och ersattes med Nikeforos III. Maria och hennes son tog också sin tillflykt till ett kloster, men endast som gäster. Nikeforos förklarade att han letade efter en äktenskapspartner. Bland kandidaterna fanns Maria, hennes före detta svärmor Eudocia Macrembolitissa och hennes före detta svägerska Zoe. Maria valdes med argumentet att hon som utlänning inte hade några krävande släktingar, för att hennes återinstallering kunde verka positivt på hennes makes anhängare, och på grund av hennes skönhet. 
Eftersom Marias förre make fortfarande var vid liv ansågs dock äktenskapet illegalt av den ortodoxa kyrkan, och man hade till en början svårighet att hitta en präst som gick med på att förrätta vigselceremonin. I äktenskapskontraktet lovade Nikeforos att utnämna Marias son till tronföljare. Maria behandlades som en like och mottog stora gåvor i både pengar och jordegendom under äktenskapet, men Nikeforos bröt sitt löfte att utnämna hennes son till tronföljare.

### Senare liv
År 1081 deltog hon i en statskupp tillsammans med generalen Alexios Komnenos, som ryktades vara hennes älskare, som avsatte Nikeforos och ersatte honom med Alexios. Efter sin tronbestigning utnämnde Alexios Marias son Konstantin till sin tronföljare och trolovade honom med sin dotter Anna Komnena. Maria kvarblev vid hovet och fick vårdnaden om Anna Komnena, och hennes son fick status som medkejsare. 
År 1087 fick dock Alexios en biologisk son, och han fråntog då Marias son ställningen som tronföljare, bröt dennes trolovning med sin dotter och spärrade in Maria i ett kloster. Maria avlade formellt klosterlöften och anlade dok, men hon lämnade snart klostret och upprättade ett eget hov i palatset Mangana, där hon fortsatte att leva som förut. Hon förfogade över en stor förmögenhet, gjorde donationer till kloster, deltog i uppförandet av kloster, ägde kloster och finansierade konstnärer. Hon betraktades som ett föredöme för bysantinska kvinnor ur Komnenosydanstin för sitt engagemang i politik och välgörenhet. 
Efter sin sons död 1095 gick hon i kloster på allvar; klostret är okänt, men tros ha varit ett georgiskt influerat kloster i östra Anatolien.    